# Церковь Великомученика Пантелеимона (Пушкин)
Це́рковь свято́го великому́ченика Пантелеи́мона Цели́теля (Свято-Пантелеимоновский храм) — православный храм в городе Пушкине на территории Городской больницы № 38 имени Н. А. Семашко.
Пантелеимоновская церковь приписана к Софийскому собору Санкт-Петербургской епархии Русской православной церкви.
Храм располагается в бывшей госпитальной часовне и является наследником госпитальной церкви, перенесённой постепенно сюда из Софии.

## История

### Константино-Еленинский храм
Закладка храма для жителей вновь учреждённого города София состоялась 11 (22) июля 1781 года. Её совершил архиепископ Новгородский и Санкт-Петербургский Гавриил (Кременецкий) в присутствии Екатерины II.

В основание храма на глубине 1 метра был заложен кубический каменный ящик с пирамидальной крышкой. На ящике была позолоченная доска с вырезанной надписью:
Сія Церковь во имя Святаго Великаго Царя и равноапостола Константина заложена Санктпетербургской Губерніи в Городѣ Софіи Июля 11 дня въ лѣто отъ созданія Міра ΖСПѲ от Рождества Христова 1781 царствованія же Благочестивѣйшей Самодержавнѣйшей Великой Государыни Императрицы Всероссійскія Екатерины Вторыя в двадесятое При Наслѣдникѣ Ея Благовѣрномъ Государѣ Цесаревичѣ и Великомъ Князѣ Павле Петровиче и Супругѣ его Благочестивѣйшей Государыни Великой Княгини Маріѣ Ѳеодоровнѣ и При Благовѣрныхъ Государяхъ Великихъ Князьяхъ Александри Павловичи и Констатинѣ Павловичѣ.
Церковь была построена между дорогой на Павловск и центральной площадью города на линии будущей Артиллерийской улицы.
Освящение храма состоялось в том же году, а 15 (26) января 1782 года к нему был определён священник.
К 1817 году Цареконстантиновская церковь, находившаяся уже в упразднённом городе, обветшала. Командированный сюда Александром I архитектор Луиджи Руска предоставил отчёт, что произвести ремонт храма будет трудно, а перестройка будет дорогостоящей. Кроме того, в связи с тем, что большинство прихожан церкви перешли в Царское Село, митрополит Амвросий (Подобедов) советовал храм упразднить, а на средства, выданные на его ремонт, выстроить новую церковь в Царском Селе. Как следствие, 27 сентября (9 октября) 1817 года последовал высочайший указ об упразднении Цареконстантиновской церкви с переносом всей утвари и колоколов в госпитальный храм.
Позднее, 10 (23) июля 1904 года, при земляных работах был обнаружен закладной мраморный ящик, а в мае 1907 года был установлен трёхметровый памятник в виде креста.

### Благовещенская церковь
В процессе переселения жителей Софии в Царское Село Александр I приказал построить в юго-восточной части города одноэтажную деревянную богадельню на 40 человек, а также больницу при ней на 74 человек. В здании должна была разместиться церковь. Строительство было начато 9 (21) марта 1809 года, 1 (13) апреля 1817 года в здание были помещены больные и жители старой богадельни
В мае того же года в одном из покоев больницы протоиереем Павлом Сергеевым был освящён храм Благовещения Пресвятой Богородицы, основу которого составила походная церковь. Сюда же 27 сентября (9 октября) 1817 года был переведён причт Константино-Еленинской церкви.

### Скорбященская церковь
В 20 июня (2 июля) 1846 года состоялась закладка нового каменного здания больницы по проекту архитектора Николая Никитина, и Благовещенская церковь была временно помещена в столовой богадельни. В стену будущего госпитального храма были вложены памятные медные доски. Построенный в 1852 году госпиталь получил двухэтажное каменное здание, с подвалом, парадным подъездом и лестницей, ведущей в палаты. Он был устроен на 150 кроватей, с отделением для рожениц. При госпитале находилась одноэтажная каменная богадельня на 40 человек.
Одновременно с окончанием строительства госпиталя в нём, по плану архитектора Николая Ефимова, была устроена церковь. Храм был освящён священником Антонием Игнатьевым 30 сентября (12 октября) 1852 года во имя иконы Божией Матери «Всех скорбящих Радость»
В 1913 году церковь по проекту Сильвио Данини была расширена пристройкой. 18 (31) августа 1913 года настоятелем Екатерининского собора протоиереем Афанасием Беляевым была заложена нижняя церковь в память 1600-летия Миланского эдикта. 22 декабря 1913 (4 января 1914) епископ Нарвский Никандр (Молчанов) освятил обновлённый храм в сослужении местного духовенства, в присутствии обер-прокурора Святейшего Синода Владимира Саблера и начальника Дворцового управления князя Михаила Путятина.
Вскоре, 26 октября (8 ноября) 1914 года протоиереем Афанасием Беляевым в присутствии императрицы Александры Фёдоровны, великих княжён Ольги, Татьяны, Марии и Анастасии и греческой королевы Ольги Константиновны была освящена пещерная церковь Госпиталя во имя святых равноапостольных царей Константина и Елены.
В марте 1915 года оба храма были переданы из епархиального ведомства в придворное. С 22 августа 1922 года нижний храм был выделен в отдельный приход.
5 февраля 1930 года церковь иконы Божией Матери «Всех скорбящих Радость» была закрыта. Часть икон и облачений в апреле были переданы в Екатерининский собор, остальная — в торговую контору «Антиквариат». Нижний храм продолжал действовать до 16 августа 1933 года, его утварь была передана в Государственный Эрмитаж.
Впоследствии помещение верхнего храма было переоборудовано под конференц-зал; нижнего — под реанимационное отделение больницы и бомбоубежище.
С января 2004 года в конференц-зале раз в неделю служатся молебны.

#### Верхний придел
Церковь находилась в пристройке к центральной части госпиталя, была покрыта железом, оштукатурена. Восточная стена пристройки полукруглая.
Высота придела составляла 6,5 метров, длина с алтарем — 12,8 метров, ширина — 10,7 метров. Вход в храм производился с парадной лестницы, ведущей в коридоры.
Внутри храм был окрашен масляной краской. Пол в церкви и в алтаре был паркетным. Храм освещался восемью окнами: 2 — в алтаре, 6 — в церкви. После перестройки внутренне убранство было сделано в стиле XVII века.
На западной стороне храма находились хоры. Амвон был возвышен на 3 ступени и ограждён деревянной решеткой.
Трехъярусный иконостас был изготовлен из сосны, окрашен в белый цвет и позолочен. Царские врата были резными, также вызолоченными, иконы в них писал на металле академик Василий Серебряков. Всего же в иконостасе было 16 икон. Кроме В. А. Серебрякова их писал Кирилл Горбунов. Он же — автор храмовой иконы, которая была украшена ризой с драгоценными камнями.
Престол был дубовым с верхней кипарисной доской. На горнем месте находился образ Вседержителя, перенесённый из Цареконстантиновской церкви. Он был обновлён Кириллом Горбуновым. Над жертвенником располагалась икона Сергия и Варвары; на противоположной стороне алтаря — образ Божией Матери «Знамение».
Церковь освещалась бронзовым, вызолоченным паникадилом на 48 свечей и бронзовыми канделябрами в 3 свечи.
Главной святыней церкви являлась икона Божией Матери «Всех скорбящих Радость». Этот почитаемый образ привлекал большое количество больных. Чудеса по молитвам перед иконой записывались. Ежегодно 5 июля (старого стиля) икону носили в общегородском крестном ходе. кроме того образ возили по городу и окрестностям для совершения молебнов. В апреле 1930 года, после закрытия храма, икона была передана в Екатерининский собор.
Вместе с храмом внутри двора над больничной кладовой была устроена каменная колокольня в один ярус, покрытая железом.

#### Нижний придел
Церковь построена в стиле древневизантийского пещерного храма.
При входе в храм находились две закладные доски: из старой апсиды госпитальной церкви и из Константино-Еленинской церкви.
Иконы написаны Н. С. Емельяновым, работы по мрамору произвели П. Н. Чирков и Н. Е. Егоров по рисункам С. А. Данини. В оформлении интерьера участвовал художник Сергей Вашков.
Перед алтарём была установлена алтарная преграда между мраморных столбов с иконами Спасителя и Божией Матери. За решётчатыми Царскими вратами находилась завеса
Над престолом на четырёх мраморных колоннах была установлена сень; а в его основании находился гранитный ларец, найденный на месте Константино-Еленинской церкви.
В «параклитике» находилось кресло императрицы, а алтарной арки — кресла для патриарха и императора.

### Пантелеимоновская церковь
В середине XIX века в госпитальном дворе была построена часовня, в которой был установлен старый иконостас из походной церкви Екатерины I. В часовне прежде стоял престол походной церкви, перенесённый в 1872 году в Царскосельскую гимназическую церковь.
Часовня использовалась в качестве покойницкой, в ней совершали отпевания.
В 1907—1908 годах здание было частично перестроено и расширено по проекту архитектора Сильвио Данини.
В часовне некоторое время находилось тело убитого протоиерея Иоанна Кочурова.
Часовня была закрыта в 1929 году и до 1999 года использовалась в качестве городского морга.
В 2000 году часовня была возвращена Русской православной церкви, в ней началась реставрация. В 2001 году она была освящена как церковь во имя святого великомученика Пантелеимона. В январе 2002 года на куполе храма был установлен крест.

## Архитектура и убранство
Здание каменное, однокупольное. Окрашено в жёлтый цвет
На абсиде находится мозаичная икона святого Пантелеимона.